# EM i ishockey 1921
EM i ishockey 1921 var det sjette Europamesterskab i ishockey og det første som blev arrangert efter 1. verdenskrig. Kun to hold deltog, Sverige og Tjekkoslovakiet. De mødtes i en kamp i Stockholm den 18. februar. 

## Resultat
- Sverige –  Tjekkoslovakiet  6 – 4

## Medaljer
| Plads  | Land            |
| ------ | --------------- |
| Guld   | Sverige         |
| Sølv   | Tjekkoslovakiet |
| Bronze | ingen*          |

- Kun to nationer deltog